# Till minne av Cirkus Renz

Souvenir de Cirque Renz

Till minne av Cirkus Renz (tyska originalets titel: Erinnerung an Zirkus Renz) är ett musikstycke av den ungerska kompositören Gustav Peter 1833-1919) som komponerades 1894.
Originalet är komponerat för xylofon, men många andra arrangemang för orkester förekommer, bland annat av Peter Fister. På grund av det snabba tempot och tekniska svårigheter hör det till standardrepertoaren för xylofonister. Andra titlar på stycket förekommer, såsom Cirkus Renz galopp, Memory of Circus Renz och Souvenir de Cirque Renz.

## Svenska inspelningar
- Önskemelodier –  Korsbandet, 1979
- At work – Göteborgsmusiken, 1997
- Helsingborg 900 år, 1984
- Skromberga blåsorkester, 1981